# Les glaneurs et la glaneuse
Les glaneurs et la glaneuse, Brasil: Os catadores e eu / Portugal: Os Respigadores e a Respigadora, é um documentário francês de 2000 de Agnès Varda. Concorreu ao prêmio do Festival de Cannes de 2000, ganhando reconhecimento internacional nos anos seguintes.
Partindo de uma perspetiva estética, política e moral, o filme constitui-se como uma investigação de Agnés Varda sobre a vida francesa. O ponto de partida são os respigadores, aqueles que percorrem campos já ceifados em busca de espigas deixadas ficar e que, em gerações anteriores, foram imortalizados por Millet e Van Gogh. Através da sua viagem, Varda constrói um autêntico retrato da França atual.
O filme faz parte da lista dos 1000 melhores filmes de todos os tempos do The New York Times.